# Okręg wyborczy Richmond (Yorkshire)
Okręg wyborczy Richmond powstał w 1585 r. i wysyłał do angielskiej, a następnie brytyjskiej, Izby Gmin jednego deputowanego. Od 1868 r. jest okręgiem jednomandatowym. Okręg obejmuje dystrykt Richmondshire i północną część dystryktu Hambledon w północnym Yorkshire.

## Deputowani do brytyjskiej Izby Gmin z okręgu Richmond

### Deputowani w latach 1585–1640
- 1585: Marmaduke Wyvill
- 1597–1598: Marmaduke Wyvill
- 1604–1611: John Savile of Hewley
- 1604–1611: Richard Gargrave
- 1621–1622: Talbot Bowes
- 1621–1622: William Bowes

### Deputowani w latach 1640–1868
- 1640–1642: William Pennyman
- 1640–1642: Thomas Danby
- 1645–1653: Thomas Chaloner
- 1645–1653: Francis Thorpe
- 1654–1656: John Wastal
- 1656–1659: John Bathurst
- 1659–1659: Christopher Wyvill
- 1659–1659: John Bathurst
- 1659–1660: Thomas Chaloner
- 1659–1660: Francis Thorpe
- 1660–1661: James Darcy
- 1660–1661: Christopher Wyvill
- 1661–1664: John Yorke
- 1661–1662: Joseph Cradock
- 1662–1665: John Wandesford
- 1664–1679: William Killigrew
- 1665–1679: Marmaduke Darcy
- 1679–1685: Humphrey Wharton
- 1679–1681: Thomas Cradock
- 1681–1689: John Darcy, lord Conyers
- 1685–1689: Thomas Cradock
- 1689–1690: Thomas Yorke
- 1689–1690: Philip Darcy
- 1690–1695: Mark Milbanke
- 1690–1695: Theodore Bathurst
- 1695–1710: Thomas Yorke
- 1695–1698: Marmaduke Wyvill
- 1698–1701: James Darcy
- 1701–1702: John Hutton
- 1702–1705: James Darcy
- 1705–1705: Wharton Dunch
- 1705–1708: William Walsh
- 1708–1720: Harry Mordaunt
- 1710–1713: John Yorke
- 1713–1717: Thomas Yorke
- 1717–1727: John Yorke
- 1720–1722: Richard Abell
- 1722–1727: Conyers Darcy
- 1727–1728: Charles Bathurst
- 1727–1728: Marmaduke Wyvill
- 1728–1757: John Yorke
- 1728–1747: Conyers Darcy
- 1747–1763: William Kerr, hrabia Ancram
- 1757–1761: Thomas Yorke
- 1761–1768: Ralph Milbanke
- 1763–1768: Thomas Dundas
- 1768–1769: Alexander Wedderburn
- 1768–1768: Lawrence Dundas
- 1768–1774: William Norton
- 1769–1774: Charles John Crowle
- 1774–1775: Thomas Dundas
- 1774–1775: Lawrence Dundas
- 1775–1780: Charles Dundas
- 1775–1780: William Norton
- 1780–1784: James Graham, markiz Graham
- 1780–1781: Lawrence Dundas
- 1781–1784: George Fitzwilliam
- 1784–1796: Murrough O’Brien, 5. hrabia Inchiquin
- 1784–1786: Charles Dundas
- 1786–1790: Grey Cooper
- 1790–1802: Lawrence Dundas, wigowie
- 1796–1798: Charles George Beauclerk
- 1798–1808: Arthur Shakespeare, wigowie
- 1802–1806: George Heneage Dundas, wigowie
- 1806–1810: Charles Lawrence Dundas, wigowie
- 1808–1812: Lawrence Dundas, wigowie
- 1810–1818: Robert Chaloner, wigowie
- 1812–1812: George Heneage Dundas, wigowie
- 1812–1818: Dudley North, wigowie
- 1818–1830: Thomas Dundas, wigowie
- 1818–1820: James Maitland, wicehrabia Maitland, wigowie
- 1820–1828: Samuel Barrett, wigowie
- 1828–1835: Robert Lawrence Dundas, wigowie
- 1830–1835: John Charles Dundas, wigowie
- 1835–1841: Alexander Speirs, wigowie
- 1835–1839: Thomas Dundas, wigowie
- 1839–1841: Robert Lawrence Dundas, wigowie
- 1841–1841: George Wentworth Fitzwilliam, wigowie
- 1841–1847: John Charles Dundas, wigowie
- 1841–1846: William Colborne, wigowie
- 1846–1861: Henry Rich, Partia Liberalna
- 1847–1865: Marmaduke Wyvill, Partia Liberalna
- 1861–1868: Roundell Palmer, Partia Liberalna
- 1865–1866: John Charles Dundas, Partia Liberalna
- 1866–1868: Marmaduke Wyvill, Partia Liberalna

### Deputowani po 1868
- 1868–1872: Roundell Palmer, Partia Liberalna
- 1872–1873: Lawrence Dundas, Partia Liberalna
- 1873–1885: John Charles Dundas, Partia Liberalna
- 1885–1886: Frederick Milbank, Partia Liberalna
- 1886–1895: George Elliot, Partia Konserwatywna
- 1895–1906: John Hutton, Partia Konserwatywna
- 1906–1910: Francis Dyke Acland, Partia Liberalna
- 1910–1918: William Orde-Powlett, Partia Konserwatywna
- 1918–1929: Murrough Wilson, Partia Konserwatywna
- 1929–1959: Thomas Dugdale, Partia Konserwatywna
- 1959–1983: Timothy Kitson, Partia Konserwatywna
- 1983–1989: Leon Brittan, Partia Konserwatywna
- od 1989: William Hague, Partia Konserwatywna